# 偏尾雷氏鯰
偏尾雷氏鯰，為輻鰭魚綱鯰形目鼬鯰科的其中一種，為熱帶淡水魚，分布於中美洲哥斯大黎加、巴拿馬淡水流域，體長可達22.5公分，棲息在海拔35-1350公尺的高地溪流底層水域，以水生昆蟲為食，生活習性不明。

## 扩展阅读
維基物種上的相關：偏尾雷氏鯰